# イロンド＝エ＝ビュロン
イロンド＝エ＝ビュロン （Yronde-et-Buron）は、フランス、オーヴェルニュ＝ローヌ＝アルプ地域圏、ピュイ＝ド＝ドーム県のコミューン。クレルモン＝フェラン都市圏に属する。

## 地理
クレルモン＝フェランの南約25kmに位置する。このかわいらしい村はアリエ川の谷と、A75（クレルモン＝フェランからモンペリエを通る）を見下ろしている。
コミューンは、イロンドとビュロンの他、ラ・モリエール、フォンクレポン、レ・ヴェルディエという5つの村落から構成される。

## 歴史

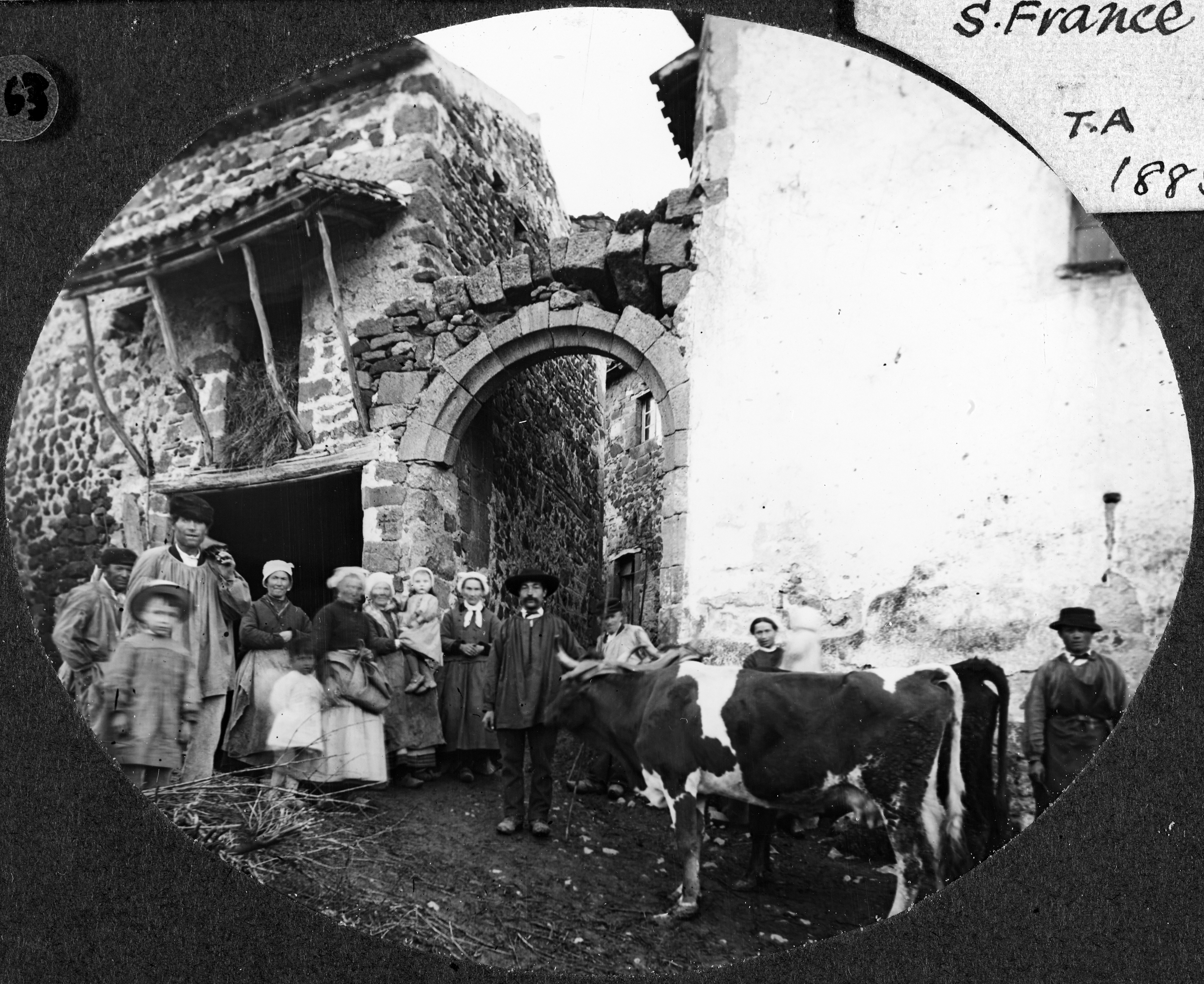
1885年に撮影されたビュロン

イロンドは、マルセル・オフュルス監督の映画作品Le Chagrin et la Pitié（fr、1969年）においていくつかのシーンが撮影されている。ルイとアレクシスのグラーヴ兄弟はどちらもレジスタンスであった経歴を持ち、第二次世界大戦中には追放されていた。彼らは監督からの質問に答えている。

## 人口統計
| 1962年 | 1968年 | 1975年 | 1982年 | 1990年 | 1999年 | 2006年 | 2012年 |
| ------ | ------ | ------ | ------ | ------ | ------ | ------ | ------ |
| 413    | 402    | 437    | 487    | 543    | 586    | 589    | 670    |

source=1999年までLdh/EHESS/Cassini、2004年以降INSEE